# Cryptonura kuehnelti
Cryptonura kuehnelti is een springstaartensoort uit de familie van de Neanuridae. De wetenschappelijke naam van de soort is voor het eerst geldig gepubliceerd in 1954 door Gisin.